# Делиев, Юсуп
Юсуп Делиев (фр. Youssoup Deliev; 1994) — французский борец вольного стиля, чемпион Франции.

## Биография
В конце октября 2008 в городе Негрепелис стал вторым призёром на международном турнире среди детей 13-14 лет. В августе 2011 года Варшаве на первенстве Европы среди юниоров в 1/16 финала выиграл у Мелиса Вальге из Эстонии, а 1/8 финала проиграл Сулейману Атлы из Турции и занял 10-е место. В начале мая 2012 года в городе Оне-су-Буа выиграл первенство Франции среди юниоров. В конце ноября 2015 года в Ницце он стал бронзовым призёром Международного турнира «Анри Деглан». В начале февраля 2014 года в городе Сен-Кантен стал бронзовым призёром чемпионата Франции. В марте 2014 года в Риге на Международном турнире FILA «Кубок Висвалдиса Фрейденфельда» занял 5 место. В середине мая 2016 года в Гавре, победив в финале Тамерлана Азизова, он стал чемпионом Франции. 29 сентября 2017 года во французском городе Безансон вышел в финал открытого международного турнира, в котором проиграл Ильману Мухтарову.

## Спортивные результаты
- Чемпионат Франции по вольной борьбе 2014 — ;
- Чемпионат Франции по вольной борьбе 2016 — ;
- Франкофонские игры 2017 — ;